# Xisto betuminoso
O xisto betuminoso é uma rocha sedimentar de grão fino, rica em material orgânico, contendo querogênio (uma sólida mistura de compostos químicos orgânicos), a partir do qual podem ser produzidos hidrocarbonetos líquidos chamados de petróleo de xisto. O petróleo de xisto é um substituto para o petróleo convencional; contudo, a extração do petróleo de xisto do xisto betuminoso é mais cara e tem maiores impactos ambientais). Depósitos de xisto betuminoso são frequentes em todo o mundo. As estimativas de depósitos globais vão de 2,8 a 3,3 trilhões de barris de óleo recuperável.
Aquecendo-se o xisto betuminoso a uma temperatura suficientemente alta ocorre o processo químico da pirólise para se obter um vapor. Com o resfriamento do vapor, o petróleo de xisto—um petróleo não-convencional—é separado do gás de xisto (o termo gás de xisto pode se referir também ao gás que podem ocorrer naturalmente em folhelhos). O xisto betuminoso pode ser também queimado diretamente em fornalhas para se tornar um combustível de baixo poder de geração de energia, servindo também para a calefação urbana ou como matéria-prima na indústria química e na construção de materiais de processamento.
O xisto betuminoso ganha uma atenção especial como uma potencial fonte abundante de petróleo sempre que o preço do petróleo convencional sobe. Entretanto, a extração e o processamento do xisto betuminoso aumentam uma série de preocupações ambientais, tais como o uso da terra, o manejo do lixo, o uso da água, o tratamento da água, a emissão dos gases estufa e a poluição do ar. A Estônia e a China têm grandes indústrias no ramo, sendo que Brasil, Alemanha e Rússia também fazem uso do xisto betuminoso.

## Geologia

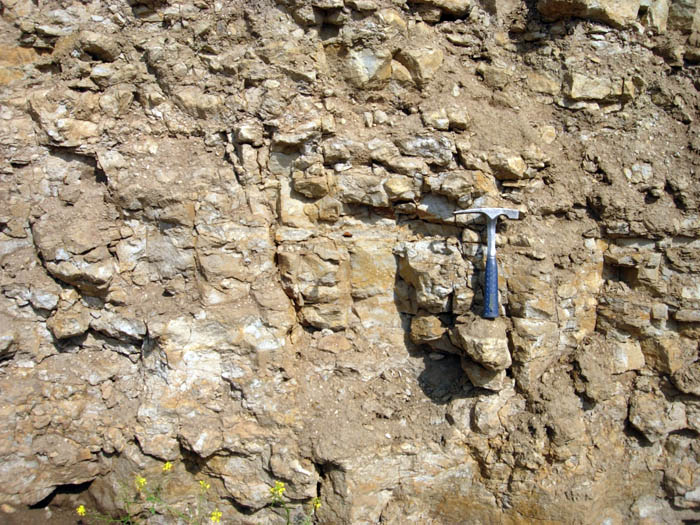
Afloramento de xisto betuminoso Ordoviciano (tipo kukersite), no norte da Estônia

O xisto betuminoso é uma rocha sedimentar rica em material orgânico que pertence ao grupo dos combustíveis provenientes do sapropel.
O xisto não tem uma definição geológica definida nem uma fórmula química específica, sendo que nem sempre suas juntas têm limites bem definidos. Os xistos betuminosos variam consideravelmente em seu conteúdo mineral, composição química, idade, tipo de querogênio, história deposicional, sendo que nem todos os xistos betuminosos são estritamente classificados como folhelhos. De acordo com o petrologista Adrian C. Hutton da Universidade de Wollongong, xistos betuminosos não são "geológica nem geoquimicamente diferentes, mas sim um termo 'econômico'". Suas características em comum são a baixa solubilidade em solventes orgânicos de baixo ponto de ebulição e a geração de produtos líquidos orgânicos em decomposição térmica.
O xisto betuminoso se difere do betume impregnado (óleo extrapesado e rochas de reservatório de petróleo), carvão húmico e folhelhos carbonáceos. Enquanto o óleo extrapesado se origina da biodegradação do óleo, calor e pressão não tem (ainda) transformado o querogênio do xisto betuminoso em petróleo, significando que sua maturação ainda não alcançou a fase da intensa geração de hidrocarbonetos líquidos não pelo fato de ser mas sim pelo fato de se tornar.
A composição geral dos xistos betuminosos são constituídos de uma matriz inorgânica, betumes e querogênio. Enquanto a porção de betume do xisto betuminoso é solúvel em dissulfeto de carbono, a porção de querogênio é insolúvel em dissulfeto de carbono e pode conter ferro, vanádio, níquel, molibdênio e urânio. O xisto betuminoso contêm uma baixa porcentagem de material orgânico, se comparado com o carvão. No ramo comercial do xisto betuminoso, a proporção de material orgânico em relação ao material mineral vai de aproximadamente 0,75:5 a 1,5:5. Ao mesmo tempo, o material orgânico no xisto betuminoso tem uma razão atômica de hidrogênio para carbono (H/C) de aproximadamente 1,2 a 1,8 vezes menor que o petróleo cru e cerca de 1,5 a 3 vezes maior que o carvão. Os componentes orgânicos do xisto betuminoso são derivados de uma variedade de organismos, tais como restos de alga, esporos, pólen, cutículas vegetais e pequenos fragmentos de erva e plantas lenhosas, e os restos celulares de outras plantas aquáticas e terrestres.
Alguns depósitos contém quantidades significativas de fosséis. Tanto é que o sítio fossilífero de Messel, na Alemanha (que é um Patrimônio Mundial da UNESCO), era antigamente uma mina de xisto. A matéria mineral no xisto betuminoso inclui vários silicatos de grão fino e carbonatos. A matriz inorgânica pode conter quartzos, feldspatos, argilas (principalmente ilita e clorito), carbonatos (calcita e dolomitas), pirita e alguns outros minerais.
Geólogos podem classificar o xisto betuminoso com base na sua composição, como xistos ricos em carbonato, xistos siliciosos ou xistos sapropélicos. Uma outra classificação, conhecida como diagrama de Van Krevelen, atribui tipos de querogênio, dependendo do teor de hidrogênio, carbono, e oxigênio no material orgânico do xisto betuminoso original. Mas a classificação mais utilizada de xisto betuminoso, desenvolvida entre 1987 e 1991 por Adrian C. Hutton, adapta termos petrográficos da terminologia do carvão. Esta classificação designa o xisto betuminoso como terrestre, lacustre (depositado no fundo de um lago), ou marinho (depositado no fundo do mar), baseado no ambiente inicial do depósito de biomassa. O esquema da classificação de Hutton tem se mostrado muito útil na estimação de rendimento e composição do óleo extraído.

## Reservas

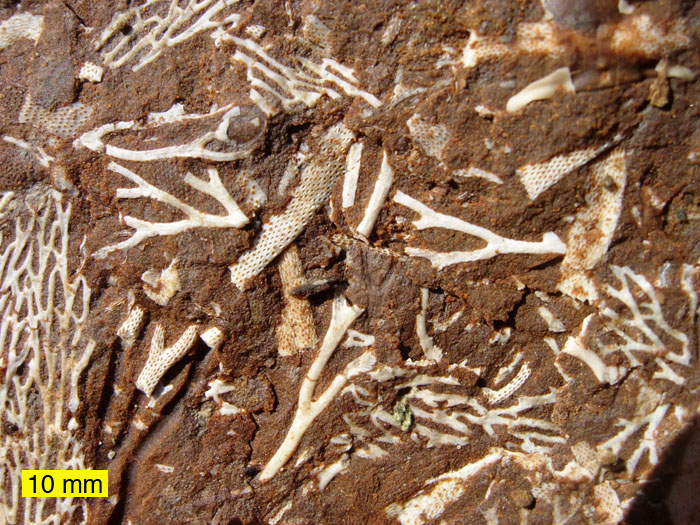
Fósseis (vários ectoprotos) no período Ordoviciano de xisto betuminoso tipo kukersite, no norte da Estônia

Assim como as rochas reservatório de petróleos convencionais, xisto betuminoso é encontrado em todas as províncias petrolíferas mundiais, apesar da maioria ser encontradas muito profundamente para a exploração comercial. Como todos os recursos provenientes do petróleo e gás, analistas fazem a distinção entre recursos de xisto betuminoso e reservas de xisto betuminoso. "Recursos" se refere a todos os depósitos de xisto betuminoso, enquanto a palavra "reservas" representa os depósitos que os produtores conseguem extrair em quantidade suficiente para comércio, com a tecnologia existente. Já que as tecnologias de extração se desenvolvem continuamente, pode-se somente estimar a quantidade de querogênio recuperável. Embora tenha recursos de xisto betuminoso em muitos países, somente 33 possuem depósitos conhecidos economicamente viáveis. Os depósitos bem explorados, potencialmente classificáveis como reservas, são os depósitos do Rio Green no oeste dos Estados Unidos, os depósitos terciários em Queensland, Austrália, depósitos na Suécia e Estônia, o depósito de El-Lajjun na Jordânia, e depósitos na França, Alemanha, Brasil, China, no sul da Mongólia e na Rússia. Estes depósitos têm dado origem a expectativas de extração de pelo menos 40 litros de petróleo de xisto, por tonelada de xisto betuminoso, usando o Ensaio Fischer.
Uma estimativa de 2005 estabelece o total de recursos mundial de xisto betuminoso em 411 gigatons — equivalente à produção de
2,8 a 3,3 trilhões de barris (450×109 a 520×109 m3) de petróleo de xisto (embora nem todo o petróleo seja recuperável). De acordo com o 2010 World Energy Outlook, feito pela Agência Internacional de Energia, os recursos mundiais de xisto betuminoso podem se equivaler a mais de 5 trilhões de barris (790×109 m3) de STOOIP, sendo que mais de 1 trilhão de barris (160×109 m3) podem ser recuperados. Para efeitos de comparação, a quantidade de reservas de petróleo comprovadas no mundo são estimadas em 1,317 trilhão de barris (209,4×109 m3), em 1º de Janeiro de 2007. Os maiores depósitos no mundo estão localizados na formação do Rio Green, nos Estados Unidos, que abrange porções do Colorado, Utah, e Wyoming; aproximadamente 70% do seu recurso está em uma região pertencente ou controlada pelo governo dos Estados Unidos.
Os depósitos nos EUA constituem 62% dos recursos mundiais; juntos, os Estados Unidos, a Rússia e o Brasil possuem 86% dos recursos mundiais em termos de teor xisto-óleo. Estes números permanecem não definitivos com a exploração ou a análise de vários depósitos ainda pendentes. O professor Alan R. Carroll da Universidade do Wisconsin-Madison diz que os depósitos de óleo-xisto lacustres do período Permiano superior do noroeste da China, ausente das avaliações anteriores da quantidade de xisto betuminoso mundial, é comparável em tamanho com a formação do Rio Green.

## História

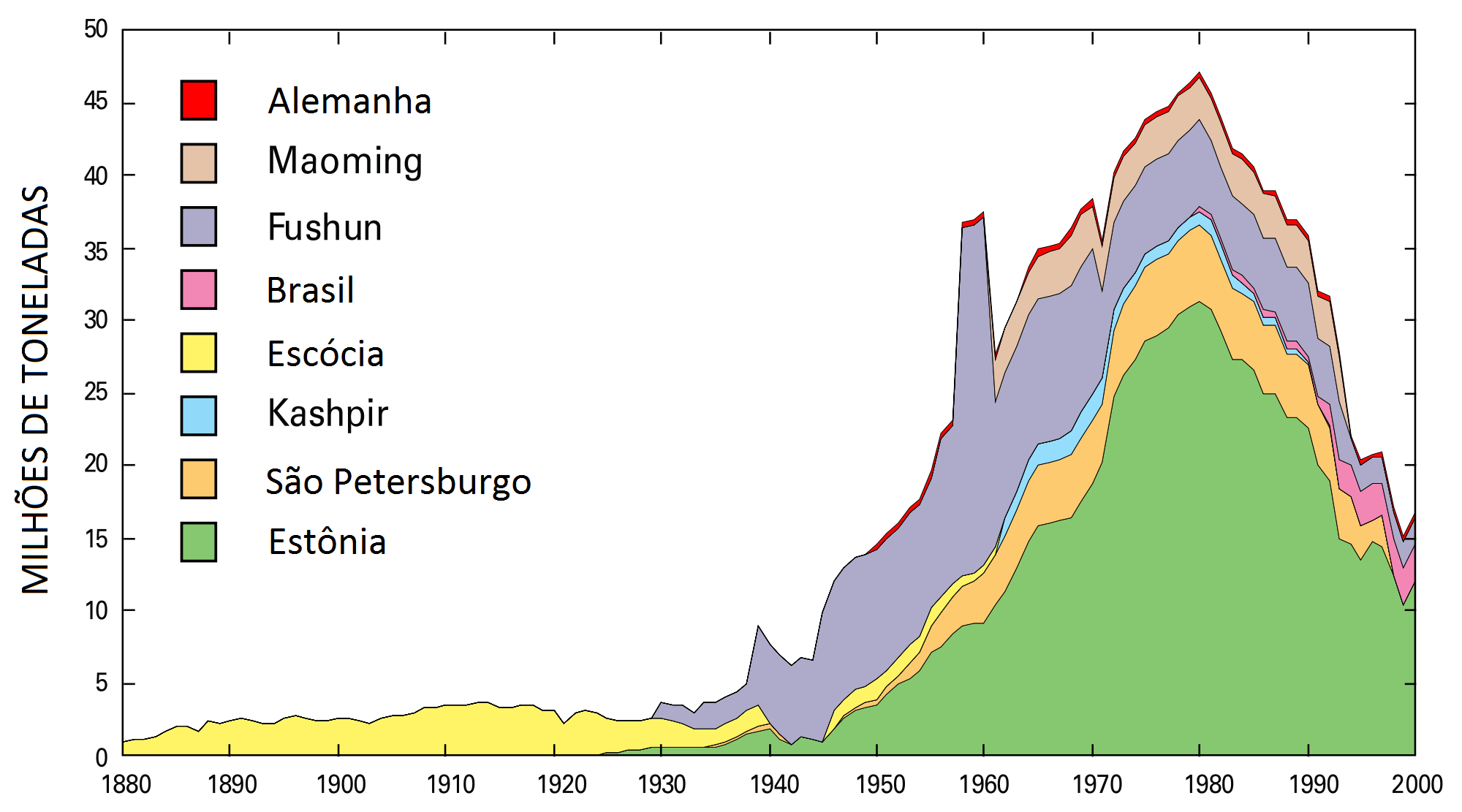
Produção de xisto betuminoso em milhões de toneladas métricas, de 1880 a 2000.

Humanos têm usado xisto betuminoso como combustível desde os tempos pré-históricos, já que geralmente queima sem nenhum processamento. Os antigos Bretões da Idade do Ferro também poliam o xisto betuminoso e o transformavam em ornamentos. A primeira patente britânica para extração de óleo de xisto betuminoso foi garantida a Becker e Serle em 1684. A mineração industrial moderna de xisto betuminoso teve início em 1837 em Autun, França, seguida pela exploração na Escócia, Alemanha e vários outros países.
As operações durante o século 19 focaram na produção de querosene, óleo de lamparina e parafina; esses produtos ajudaram a suprir a demanda crescente por iluminação que aumentou durante a Revolução Industrial. Também se produziram óleo combustível, oléo lubrificante, graxa e sulfato de amônio. O setor europeu de xisto betuminoso expandiu-se imediatamente antes da Primeira Guerra Mundial devido ao acesso limitado à recursos convencionais de petróleo e à produção em massa de automóveis e caminhões, que levou a um aumento no consumo de gasolina.
Embora as indústrias estoniana e chinesa de xisto betuminoso tenham continuado a crescer após a Segunda Guerra Mundial, a maioria dos outros países abandonaram seus projetos devido aos altos custos de processamento e a disponibilidade de petróleo barato. Seguindo a crise do petróleo de 1973, a produção mundial de xisto betuminoso alcançou um pico de 46 milhões de toneladas em 1980 antes de cair para 16 milhões de toneladas em 2000, devido à competição da superabundância de petróleo convencional dos anos 80.
Em 2 de maio de 1982, também conhecido como Domingo Negro, a Exxon cancelou seu projeto de 5 bilhões de dólares, perto de Parachute, Colorado devido aos baixos preços do petróleo e ao aumento de despesas, demitindo mais de 2 000 trabalhadores, deixando um rastro de execuções hipotecárias e pequenos negócios que foram à falência.